# ダブルドラゴンシリーズ
『ダブルドラゴン』（DOUBLE DRAGON）シリーズは、テクノスジャパンから発売されたビデオゲームのシリーズ名。漢字表記は『双截龍』。現在はアークシステムワークスが版権を保有している。

## シリーズ作品
| 1987 | ダブルドラゴン                       |
| 1988 |                                      |
| 1989 | ダブルドラゴンII ザ・リベンジ        |
| 1990 | ダブルドラゴン3 ザ・ロゼッタストーン |
| 1991 |                                      |
| 1992 | リターン・オブ・ダブルドラゴン       |
| 1993 |                                      |
| 1994 | Double Dragon V The Shadow Falls     |
| 1995 | ダブルドラゴン（ネオジオ版）         |
| 1996 |                                      |
| 1997 |                                      |
| 1998 |                                      |
| 1999 |                                      |
| 2000 |                                      |
| 2001 |                                      |
| 2002 |                                      |
| 2003 |                                      |
| 2004 | ダブルドラゴン アドバンス            |
| 2005 |                                      |
| 2006 |                                      |
| 2007 |                                      |
| 2008 |                                      |
| 2009 |                                      |
| 2010 |                                      |
| 2011 |                                      |
| 2012 |                                      |
| 2013 | ダブルドラゴン ネオン                |
| 2014 |                                      |
| 2015 |                                      |
| 2016 |                                      |
| 2017 | ダブルドラゴンIV                     |
| 2018 |                                      |
| 2019 |                                      |
| 2020 |                                      |
| 2021 |                                      |
| 2022 |                                      |
| 2023 |                                      |
| 2024 |                                      |
| 2025 | ダブルドラゴン リヴァイヴ            |

- 『ダブルドラゴン』(DOUBLE DRAGON)
- 『ダブルドラゴンII ザ・リベンジ』(DOUBLE DRAGON II The Revenge)
- 『ダブルドラゴン3 ザ・ロゼッタストーン』(DOUBLE DRAGON 3 The Rosetta Stone)
- 『リターン・オブ・ダブルドラゴン』(RETURN OF DOUBLE DRAGON)
- 『ダブルドラゴン』（ネオジオ版）(DOUBLE DRAGON)
- 『ダブルドラゴン アドバンス』(DOUBLE DRAGON ADVANCE)
- 『ダブルドラゴン』（Zeebo）(DOUBLE DRAGON)
- 『ダブルドラゴン』（iPhone、iPod touch、Android）(DOUBLE DRAGON)
- 『ダブルドラゴン ネオン』(DOUBLE DRAGON NEON)
- 『ダブルドラゴンIV』(DOUBLE DRAGON IV)
- Double Dragon Gaiden: Rise of the Dragons
- 『ダブルドラゴン リヴァイヴ』(DOUBLE DRAGON REVIVE)

### ダブルドラゴン
アーケード版は1987年に発売。シリーズの一作目で、2人同時プレイが可能なベルトスクロールアクションゲーム。ストーリーはビリー・リー(1P)とジミー・リー(2P)の「ダブルドラゴン兄弟」がマリアンを救出するというもの。
本作のファミコン（1988年）とゲームボーイ（1990年）の移植版では1人プレイ専用になった上にコンティニュー機能とアーケード版にいた顔違いの敵キャラクターが削除されたが、オリジナル敵キャラクターの中国拳法家「チン・タイメイ」が登場する。さらにファミコン版では「レベル制」が導入されたり、ジミーが最終ボスになるなどアーケード版とほとんど違う内容になった。ちなみに「チン・タイメイ」は続編の『II』では棒術使いになった上にアーケード版にも登場する。

### ダブルドラゴンII ザ・リベンジ
アーケード版は1989年発売。使用基板は前作の流用なので、続投キャラクターのデザインはほとんど顔グラフィックと色の変更程度になっている。冒頭では前作で救出したマリアンがウィリーに射殺され、ゲームの雰囲気はさながらマリアンの弔い合戦とも言える物であった。攻撃操作は前作と異なり、左右攻撃ボタンとその中央にジャンプボタンを配しているシステムで、アーケード版『熱血硬派くにおくん』に近い物になっている。前作で圧倒的な威力を誇った肘打ちは、よほど接近して出さない限り敵がしゃがんで避けてしまうようになった上に、肘打ちを使う雑魚キャラクターまで存在する。その代わりに前作のキックに相当する後ろ蹴りやソバットに相当する飛び後ろ回し蹴りが非常に強い。また攻撃のダメージバランスが変更され、前作の最終ボスであるウィリーのマシンガンで即死しなくなっている。その代わり、2面ボスの巨漢のアボレと3面ボスの中国系の棒術使いのチン・タイメイが非常に強い。さらに雑魚キャラクターであるローパーの後ろ蹴りが強い。 
ファミコン版は1989年12月22日発売。前作では不可能だった2人同時プレイが出来るようになった。攻撃操作はアーケード版とほとんど同じだが、比較的簡単な操作で出せる必殺技が追加されている（これらの必殺技は後述の『ダブルドラゴン アドバンス』にも登場する）。必殺技は「竜尾嵐風脚」（空中で出す回し蹴り）・「天殺龍神拳」（アッパーカット）・「爆魔龍神脚」（飛び膝蹴り）の3種類で、このうち2つ目と3つ目はジャンプ後に着地して膝をついた一瞬のうちにコマンドを入れる必要があるなどタイミングはシビアだが敵キャラクターにヒットすると遠くへ吹き飛び、効果音は爽快感がある。アーケード版の前作とデザインが同じだったジェフとウィリーの代わりに、中ボスにクンフー使いの「右腕」とシリーズ初登場の「忍者」が追加された。ファミコン版の最初のボスは1度倒しても復活するしつこい敵であるが、ビルから落とすと復活しない。ファミコン版の最終ボスには「幻殺拳 (げんさつけん)」使いの「謎の格闘家」が登場し、最終ステージでの戦いで流れるBGM「双龍の雄叫び」は、第1作をリメイクした作品である『ダブルドラゴン アドバンス』でも収録されている（『ダブルドラゴン アドバンス』での曲名は「FIGHT OF FATE」）。ファミコン版は後に、2010年4月13日にプロジェクトEGGにて、2012年3月6日にWiiのバーチャルコンソール、2013年5月29日にニンテンドー3DSのバーチャルコンソール、2016年9月14日にWii Uのバーチャルコンソールにて、2019年6月12日にNintendo Switchの『ファミリーコンピュータ Nintendo Switch Online』にて、それぞれ配信された。
日本ではアーケード版ベースのメガドライブ版（1991年12月20日発売）とファミコン版ベースのPCエンジン版（1993年3月12日発売）が発売された。PCエンジン版では音声付きのビジュアルデモが付加され、ビリー（声：堀川りょう）、ジミー（声：神奈延年）、マリアン（声：江森浩子）の喋るシーンがある。また、2016年2月26日よりPlayStation 4の、2018年12月6日よりNintendo Switchのアーケードアーカイブスにて、アーケード版の配信が開始された。
本作ではリー兄弟が黒と白づくめの格好（ファミコン版とPCエンジン版ではベストとズボンは青と赤色に戻っている）をしていたり、リンダがモヒカン頭になっているなど、キャラクターのデザインが色物じみている。
海外では、ゲームボーイで『Double Dragon II』が発売されたが、これは『熱血硬派くにおくん 番外乱闘編』のキャラクターを『ダブルドラゴン』の人物に置き換えた変則的な移植版であり、本来の『ダブルドラゴンII』とは全く異なる内容になっている。

#### 評価
『ファミリーコンピュータMagazine』の読者投票による「ゲーム通信簿」での評価は以下の通りとなっており、30点満点中21.02点となっている。
| 項目 | キャラクタ | 音楽 | お買得度 | 操作性 | 熱中度 | オリジナリティ | 総合  |
| 得点 | 3.56       | 3.45 | 3.45     | 3.54   | 3.81   | 3.21           | 21.02 |

### ダブルドラゴン3 ザ・ロゼッタストーン
アーケード版は1990年発売。修行の旅に出ていたリー兄弟（=標準型キャラクター）は、ある時ヒルコ（蛭子）と名乗る老婆から「ロゼッタストーン」の話を聞き、その謎を追って世界各地を転戦する。成真カラテの師範代の大山兄弟（=スピード型キャラクター）とマーシャルアーツの世界チャンプのユキーデ兄弟（=パワー型キャラクター）と太極拳の名手の陳兄弟（=特殊型キャラクター）の3組のキャラクターが新たに加わった本作は、最大で3人同時プレイが可能で、3人目のプレイヤーがリー兄弟を選択すると「ソニー・リー」という幻の三番目のリー兄弟が使用可能になる。先にテクノスジャパンがリリースした『コンバットライブス』と同じく残機無しのライフ制。攻撃操作は初代と同様のパンチ・キック・ジャンプ形式に戻っている。また、ダッシュという要素も加えられた。1面のアメリカではブラック・ウォリアーズの残党と対決する。最終面のエジプトに控えるボスは、甦ったクレオパトラが登場する。先に出た海外版は日本国内版とシステムが異なり、武器や仲間をステージ開始時やステージ中に隠されているショップでクレジットを実際に投入して購入しなければならない（国内でのロケテスト版でも同じ仕様だった）。
ファミコン（1991年2月22日発売）にも移植されたが、初代と同様に使用キャラクターの顔ぶれやゲームシステムがアーケード版と異なり、コンティニューは条件付で一度しか使えない。ユキーデ兄弟（4面のイタリアに外見が似たボスキャラクターが登場する）と大山兄弟が登場せず、チン兄弟がセイメイ（アーケード版の1Pキャラクター）のみになった代わりに、アーケード版の3面ボスキャラクターだった伊賀忍者の柳生乱蔵が使用可能になっている。ただし、チン・セイメイと柳生乱蔵は最初は2面の中国と3面の日本のステージボスとして登場して、彼らを倒した後で初めて使用可能になる。全ての使用キャラクターにそれぞれの固有兵器（使用回数あり）が付き、乱蔵以外は一部の敵が持っている武器を奪って使用可能（ただし持ち主が倒されると消滅）。ファミコン版タイトルのナンバリングは『DOUBLE DRAGON 3』ではなく『双截龍III』と表記されている。2010年7月6日にプロジェクトEGGにて配信された。
また、海外のNES版ではストーリーが変更され、マリアンが失踪したという設定になっている。タイトルも『Double Dragon III The Sacred Stones』に変更されている。

### リターン・オブ・ダブルドラゴン
1992年10月16日に発売されたスーパーファミコン作品。ストーリーは一応は初代ベースだが、オリジナルの敵キャラクターは雑魚のウィリアムスとローパーと中ボスのジェフしか登場しない。本作のリー兄弟の技はアーケード版やファミコン版に比べると大幅に増えていて、中には気力ゲージを使って出す必殺技もある。このゲームで初登場したスーツ男のスティーブと最終ボスのデュークは、それぞれ後に発売される『ダブルドラゴン　アドバンス』とネオジオ版『ダブルドラゴン』に再登場した。2011年1月25日にプロジェクトEGGにて配信された。
海外では『Super Double Dragon』の名で発売されているが、ゲームバランスが違っているほか、日本版には無いエンディング（ただし文章のみ）があるなどの細かい相違点がある。
開発中の予定では、ボス戦前などに会話を入れる方針だったが、何らかの事情によりカットされている。カセットにはその名残として、使われなかった文字や顔グラフィック、未使用BGMなどが収録されている。原案のストーリーの一部はアメリカのコミック版及びアニメ版の設定が使用されている。しかし、それはマリアンに関するものだったため、全く登場しなかった（これらのコミック版とアニメ版では彼女は婦人警官という設定）。
2018年7月19日、Tommo Japanという会社より「スーパーファミコンで動作する公式レプリカパッケージ版」と称された復刻版が発売された。

### ダブルドラゴン（ネオジオ版）
1995年3月3日に発売された対戦格闘ゲームで、SNKが販売を担当した。本作は1996年4月26日にアーバンプラントによってプレイステーションに移植された。また、2011年8月10日にプレイステーション版はゲームアーカイブスにて配信された（配信元はハムスター）。
登場キャラクターは、通常使用キャラクター10名とボス2名（家庭用ネオジオや移植版では裏技で使用可能）の合計12名である。使用キャラクターにはリー兄弟の他に、元祖で囚われ役だったマリアンや、敵キャラクターだったアボボやブルノフなどがいる。中ボスは『リターン・オブ・ダブルドラゴン』に登場したデュークで、最終ボスは海外の実写映画版に登場したコガ・シューコーである。

### ダブルドラゴン アドバンス
2004年3月5日にアトラスから発売されたゲームボーイアドバンス作品。版権はミリオン。この日、テクノスジャパンのゲーム『ダウンタウン熱血物語』と『ダブルドラゴン』は共にリメイクされて発売された。どちらも移植ではなく、新たなアイデアを伴って手を加えられている。
『ダブルドラゴン アドバンス』では「変えるところは変えるが、それでいて旧作を知っている方も楽しめるようにオリジナルの良さを残す」という手の加え方が行われている。例として、ファミコン版『II』に登場した必殺技が本作にも登場する他、従来はプレイヤーができなかったバットなどの打撃武器の投擲が可能になった（逆にコマンドを入力しないとドラム缶や岩石を蹴飛ばすことはできない）。また、『ファイナルファイト』の影響もあってか、過去シリーズでは投げることができなかった巨漢キャラクターが一部のものに限り一定以上のダメージを与えることで投げられる（十分なダメージを与えていない場合は掴んでも振り切られる）ようになっている。

### Double Dragon V The Shadow Falls
1994年5月にアメリカのTradewestより発売された作品。日本では未発売。ネオジオ版と同じく、対戦格闘ゲーム。テクノスジャパンは一切関わっていないが、れっきとした正規品である（他のダブルドラゴンシリーズも、この会社より発売されている）。
アメリカで1993年から1994年まで放送されていたテレビアニメ版をモチーフにしている。ビリーとジミー以外の登場キャラクターはテレビアニメ版からの登場で、ミュータントやサイボーグのようなキャラクターが多い。また、リー兄弟はアニメの中では剣を使うため素手の格闘技は殆ど使わないなど、他の作品とは全く違った雰囲気となっている。
SNES・GENESIS・Atari Jaguarで発売されたが、登場キャラクターや演出に若干の違いがある。

### ダブルドラゴン ネオン
2013年12月12日にアークシステムワークスからxbox 360 、PlayStation 3のダウンロード専用ソフトとして発売された。開発はWayForward Technologies。
ストーリーやキャラクターは前作シリーズのオマージュやパロディで、本作の黒幕は怪人「スカルマゲドン」。グラフィックは3Dモデルで作られている。

### ダブルドラゴンIV
2017年1月31日にアークシステムワークスよりSteamでダウンロード専用ソフトとして発売。PlayStation 4版は同年2月8日に、Nintendo Switch版は同年9月7日に発売。
オリジナルの『ダブルドラゴン』のスタッフを迎え制作された新作タイトルで、グラフィックはファミコン風になっている。リー兄弟の活躍を描く「ストーリーモード」のほかにプレイヤー同士による対戦が可能な「VSモード」、限られた体力内でのクリアを目指す「タワーモード」が搭載。特定の条件を満たすと雑魚キャラクターやボスキャラクターも各種モードで使用可能になる。

### ダブルドラゴン リヴァイヴ
アークシステムワークスより2025年10月23日発売予定。対応プラットフォームはPlayStation 5・PlayStation 4・Xbox Series X/S・Xbox One・Nintendo Switch・Steam・Epic Games。

## 脚註
1. ↑  「くにおくん」関連のタイトル事業に関してのお知らせ - アークシステムワークス 2015年6月12日
2. 1 2  『ニンテンドークラシックミニ ファミリーコンピュータMagazine』（アンビット、2016年）44ページから45ページ
3. ↑  『ニンテンドークラシックミニ ファミリーコンピュータMagazine』（アンビット、2016年）63ページから71ページ
4. ↑  ニンテンドークラシックミニ ファミリーコンピュータMagazine（アンビット、2016年）7ページ
5. ↑  “スーファミソフト「初代熱血硬派くにおくん」など、レプリカパッケージ版が発売”. 価格.com 新製品ニュース. (2018年7月3日) 2022年3月19日閲覧。
6. ↑  “スーパーファミコンの「初代熱血硬派くにおくん」や「リターン・オブ・双截龍」などがカセットで復刻。3作セットのソフトも”. 4Gamer.net. (2018年7月2日) 2022年3月19日閲覧。
7. ↑  “アークシステムワークス、25年10月23日発売予定『ダブルドラゴン リヴァイヴ』のDL版予約受付を開始”.   gamebiz (2024年12月13日). 2024年12月13日閲覧。